# Eupithecia tabestana
Eupithecia tabestana  (лат.) — вид бабочек-пядениц (Geometridae). Афганистан, Непал, Пакистан. Отмечен на высотах 2800 — 3850 м. Размах крыльев около 15—17 мм. Передние и задние крылья желтовато-серые со светло-коричневыми чешуйками. Нижнегубные щупики короткие, примерно в 2 раза короче диаметра глаза. Брюшко желтовато-белое. Сходен с видом E. anemica Viidalepp, 1988.
Вид был описан в 2012 году российским энтомологом Владимиром Мироновым (ЗИН РАН, Санкт-Петербург) и немецким лепидоптерологом Ульрихом Ратцелем (Ulrich Ratzel; Карлсруэ).